# PC Bulding Simulator 2
PC Building Simulator 2 es un videojuego de simulación y estrategia desarrollado por Spiral House y publicado por Epic Games Publishing. Es la secuela de PC Building Simulator. El juego se lanzó el 12 de octubre de 2022 para Microsoft Windows. Incluye componentes y dispositivos externos reales de una gran variedad de marcas especializadas que han respaldado los juegos, como AMD, Intel y Nvidia.

## Sistema de juego
Al igual que el primer juego, el juego se centra en poseer y administrar un taller que construye y repara ordenadores, principalmente orientados a juegos. La secuela amplía el juego original añadiendo nuevas características a ambos modos de juego principales: Carrera y construcción libre. PC Building Simulator 2 agrega nuevas funciones, como los modos de juego y una personalización más profunda del ordenador. La mayoría de las aplicaciones que aparecieron en el juego anterior se han actualizado al igual que las imágenes generales del juego.
En el modo carrera, el jugador se muda a la tienda de ordenadores de su tío Tim en Reino Unido después de un incendio. Al igual que en el juego anterior, el jugador comenzará con algunas tareas sencillas, como la ejecución de un análisis antivirus para el primer cliente y, a medida que avance en el juego, estarán disponibles para él nuevas herramientas y tareas más avanzadas.

## Desarrollo
El tráiler oficial de PC Building Simulator 2 se lanzó el 9 de marzo del 2022.Una versión beta abierta del juego estuvo disponible desde el 11 de junio de 2022 hasta el 20 de junio de 2022. Epic Games Publishing lanzó el juego a través de la Epic Games Store en octubre de 2022.

## Versiones del juego
| Versión   | Características | Fecha de publicación    | Página de la versión  |
| --------- | --- | ----------------------- | --------------------- |
| Open BETA | Competición de construcción MSI, Bloques de refrigeración líquida personalizadas, Decoración de la caja, Función de exportar y compartir ordenadores. | 10-20 de junio de 2022  | PCBS2 Open BETA       |
| Release   | Socios: HYTE, IceGiant, PALIT, AeroCool y EndGame Gear; Modo carrera, nuevas funciones, mejoras gráficas, Añadida la tablet, Posibilidad de adjuntar partes a trabajos, Nueva UI, OMEGA OS, Cambio de la aplicación de luces, Nuevas herramientas para Benchmark, Stick USB de clonación de OS dedicado, Ajustes de la velocidad de RAM en BIOS, Nueva Banda Sonora de 18 canciones, Tienda física, Aplicación de pasta térmica a mano alzada, Quádruple SLI y Crossfire y nueva hoja de ruta de actualizaciones pública | 12 de octubre de 2022   | PCBS2                 |
| v1.00.14  | Arreglos de bugs | 19 de octubre de 2022   | PCBS2 Update V1.00.14 |
| v1.00.18  | Arreglos de bugs | 26 de octubre de 2022   | PCBS2 Update V1.00.18 |
| v1.00.22  | Arreglos de bugs | 2 de noviembre de 2022  | PCBS2 Update V1.00.22 |
| v1.00.29  | Arreglos de bugs | 15 de noviembre de 2022 | PCBS2 Update V1.00.29 |
| v1.1      | Tema Medieval, Nuevo Socio: Endorfy, Lista de música del juego en Youtube, Arreglos de bugs | 7 de diciembre de 2022  | PCBS2 Update V1.1     |
| v1.1.08   | Arreglos de bugs | 12 de diciembre de 2022 | PCBS2 Update V1.1.08  |
| v1.1.09   | Arreglos de bugs | 15 de diciembre de 2022 | PCBS2 Update V1.1.09  |
| v1.15     | Arreglos de bugs | 25 de enero de 2023     | PCBS2 Update V1.15    |
| v1.2      | Tienda de cables personalizados, Nuevos socios: PNY y Steiger Dynamics | 21 de febrero de 2023   | PCBS2 Update V1.2     |
| v1.25     | Productos de estratega del teclado, Mejoras en la calidad de vida, arreglos de bugs | 22 de marzo de 2023     | PCBS2 Update V1.25    |
| v1.3      | Nuevo socio: Phantek, Tema Posapocalíptico, Ventiladores de radiadores intercambiables, mejoras en la calidad de vida | 2 de mayo de 2023       | PCBS2 Update V1.3     |
| v1.4      | Tema de Linus Tech Tips, Desmontaje de CPU, Nuevos socios: Sapphire y Azza, | 20 de junio de 2023     | PCBS2 Update V1.4     |
| v1.5      | Tema de MSI, Soporte de mando de consola, Nuevos periféricos, Arreglos de bugs, | 22 de agosto de 2023    | PCBS2 Update V1.5     |
| v1.6      | Nuevos periféricos, Tema de AMD, Nuevo socio: Maingear, Personalización de Shovel Knight, Personalización del ordenador del menú principal, Arreglos de bugs | 31 de octubre de 2023   | PCBS Update V1.6      |
| v1.65     | Arreglos de bugs | 6 de diciembre de 2023  | PCBS2 Update V1.65    |
| v1.7      | Modo Infinito | 27 de febrero de 2024   | PCBS2 Update V1.7     |
| v1.8      | Modo Foto, Piezas de PCBS1, Arreglos de bugs y Mejoras en la calidad de vida | 30 de abril de 2024     | PCBS2 Update V1.8     |
| v1.85     | Arreglos de bugs | 4 de junio de 2024      | PCBS2 Update V1.85    |
| v1.9      | Arreglos de bugs | 27 de agosto de 2024    | PCBS2 Update V1.9     |
| v1.10     | Nuevas piezas de Antec, InWin, Palit y Razer | 22 de octubre de 2024   | PCBS2 Update V1.10    |
| v1.11     | Nuevos CPUs de última generación de Intel (Intel Core Ultra Series) y AMD (Ryzen 9000 Series), nuevas GPUs enfriadas por agua, más CPUs Ryzen serie 5000 y un monitor curvo | 28 de enero de 2025     | PCBS2 Update V1.11    |

En todas las versiones se añaden nuevas piezas. Si son piezas específicas, estarán anotadas

## BETA
Cualquier usuario que jugara la BETA abierta del juego recibiría un 15% de descuento en la salida del juego en la Epic Games Store, en cambio; si el jugador daba reportaba errores en el juego a través del formulario en el juego, tenía la oportunidad de obtener el juego completo gratis.

## Redes Sociales
Oficiales:
- Discord
- Twitter
- Facebook
- Instagram
- Reddit
- Youtube

No Oficiales:
- PCBS2 Wiki (Fandom)

## Empresas colaboradoras
En Hardware:
- Acer
- Aerocool
- Alphacool
- AMD
- Antec
- Artic
- Asrock Inc.
- Asus
- Azza
- be quiet!
- Benq
- Colorful
- Cooler Master
- Corsair
- Cryorig
- Deepcol
- EKWB
- Endgame Gear
- Endorfy
- EVGA

- Fractal Design
- FSP
- G.Skill
- Gigabyte
- HyperX
- HYTE
- IceGiant
- Intel
- INWIN
- Kingston
- Kolink
- Lian Li
- Linus Tech Tips
- Maxon
- MSI
- NVIDIA
- NZXT
- Open Bench Table
- Palit
- Patriot
- Phanteks
- PNY
- Raijintek
- Razer
- Sapphire
- Silverstone
- Steelseries
- Steiger Dynamics
- TeamGroup
- Thermal Grizzly
- Thermaltake
- UL
- Viper Gaming
- XPG
- Zotac

Software:
- Cinebench
- 3DMark
- OCCT